# Chiesa di San Pietro Martire (Ascoli Piceno)
La chiesa di San Pietro Martire è un luogo di culto cattolico, ubicato nel centro storico di Ascoli Piceno, all'interno del quartiere di San Giacomo.

## Storia e descrizione
Considerata, insieme con la chiesa di San Francesco, una delle massime espressioni del gotico nelle Marche, fu eretta dai frati domenicani, a ricordo del passaggio in città di Pietro da Verona nel 1250. Consacrata a San Pietro Martire, fu costruita, insieme col convento (sede di uno Studium), su una preesistente chiesa di san Domenico, all'interno di una delle aree più densamente urbanizzate della città medievale, caratterizzata anche dalla presenza di varie torri gentilizie (alcune delle quali anche nell'area attuale della piazza ed in corrispondenza della navata sinistra e dell'abside della chiesa stessa) tra l'area mercantile di piazza Ventidio Basso e uno snodo viario di grande importanza, costituito da uno dei principali cardines dell'urbanistica romana, e dalla vicinanza del ponte di Solestà, da cui si diramava un ramo secondario della Salaria. Essa rappresentò il secondo insediamento domenicano nella città di Ascoli, dopo quello già esistente nell'area del quartiere della Piazzarola.
L'inizio della costruzione dell'edificio si ebbe attorno al 1280 e si sviluppò in tempi relativamente brevi, se ad esempio confrontati con quelli della chiesa di San Francesco. La chiesa infatti dovette essere già completata nel 1332. Nel corso del XVI secolo all'interno furono costruite le volte a crociera in muratura, che andarono a sostituire le originarie a capriate lignee, e furono elevati i pilastri cilindrici che sostituirono quelli poligonali, mentre nel secolo successivo esso fu arricchito dagli altari barocchi e dal portale della facciata principale.

## Esterno

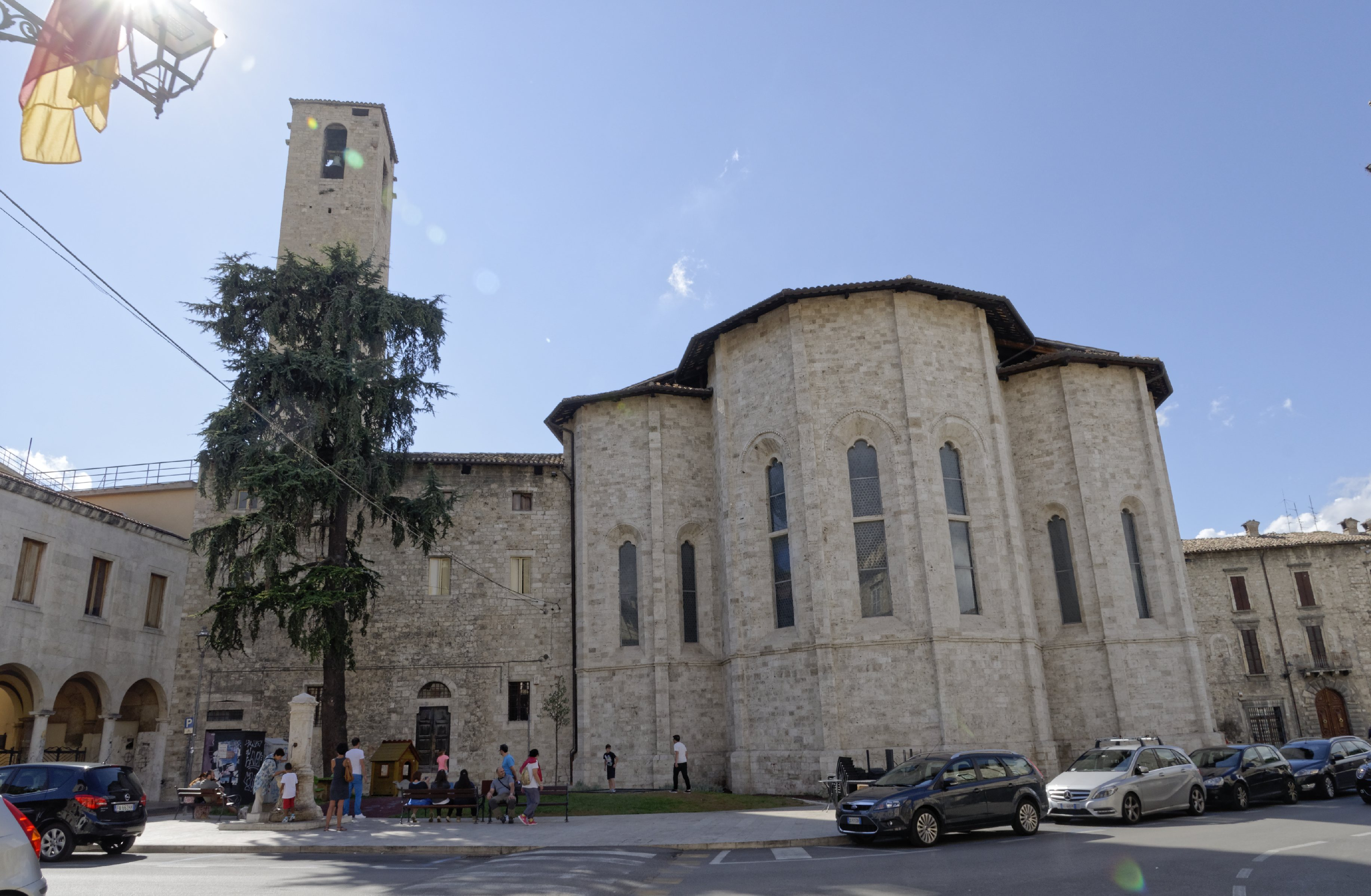
Lato posteriore della chiesa con le tre absidi poligonali, a sinistra la torre campanaria

Contrariamente all'edificio francescano ascolano, in questo caso la piazza - mercato era preesistente all'edificazione della chiesa; tuttavia, analogamente a quanto avviene nell'altra, anche qui è uno dei fianchi della chiesa a fare da quinta alla piazza, non la facciata principale, che prospetta su di una strada abbastanza stretta, quantunque importante, nel punto in cui essa si allarga leggermente quasi a formare un piccolo slargo.
L'edificio si sviluppa scandito da paraste e dai finestroni gotici murati, a monofora lungo la via, per poi ampliarsi a bifore in corrispondenza della piazza, fino a terminare nelle tre absidi poligonali.
La facciata laterale su piazza Ventidio Basso è dunque scandita da paraste e dai finestroni murati. Nei pressi dell'abside, poco sopra lo zoccolo di base, è murata una lapide del 1613 che si riferisce alla gabella che doveva essere sostenuta dai commercianti che avevano la loro sede di mercato proprio nella piazza antistante; tale lapide è sormontata dallo stemma del Comune. A circa un terzo della facciata si apre, preceduto da una scalinata, il portale, di impronta classicheggiante, realizzato nel 1523 da Cola dell'Amatrice, costituito da due alte colonne scanalate sostenenti un timpano triangolare, il cui fregio presenta dei triglifi e nelle metope sono gli emblemi della Passione di Cristo e, nella parte interna lacunari decorati con rosoncini.
Il prospetto principale, posto su Via delle Torri, è a spioventi e ripropone lo schema tipico delle chiese romaniche cittadine a tre navate, in scala maggiore, elemento che rappresenta un ulteriore indizio di un termine dei lavori in tempi precoci. Esso è scandito da contrafforti e vi si aprono tre finestre circolari ed il portale dorico di Giuseppe Giosafatti, realizzato nella seconda metà del XVII secolo, la cui sobrietà fu dettata dal rispetto della monumentalità e dell'austerità dell'edificio gotico.

### La torre campanaria di San Pietro martire
Riadattata a torre campanaria, dopo essere stata torre gentilizia, analogamente a quanto avvenuto per la chiesa di San Venanzio, si eleva con i suoi 36 metri di altezza sul fianco destro della chiesa. Nei secoli passati ha subito modifiche nella parte alta causa la collocazione delle campane. Al suo interno sono presenti fasce di pietra poste a diversa altezza appositamente per posizionare tavole e scale.

## Interno

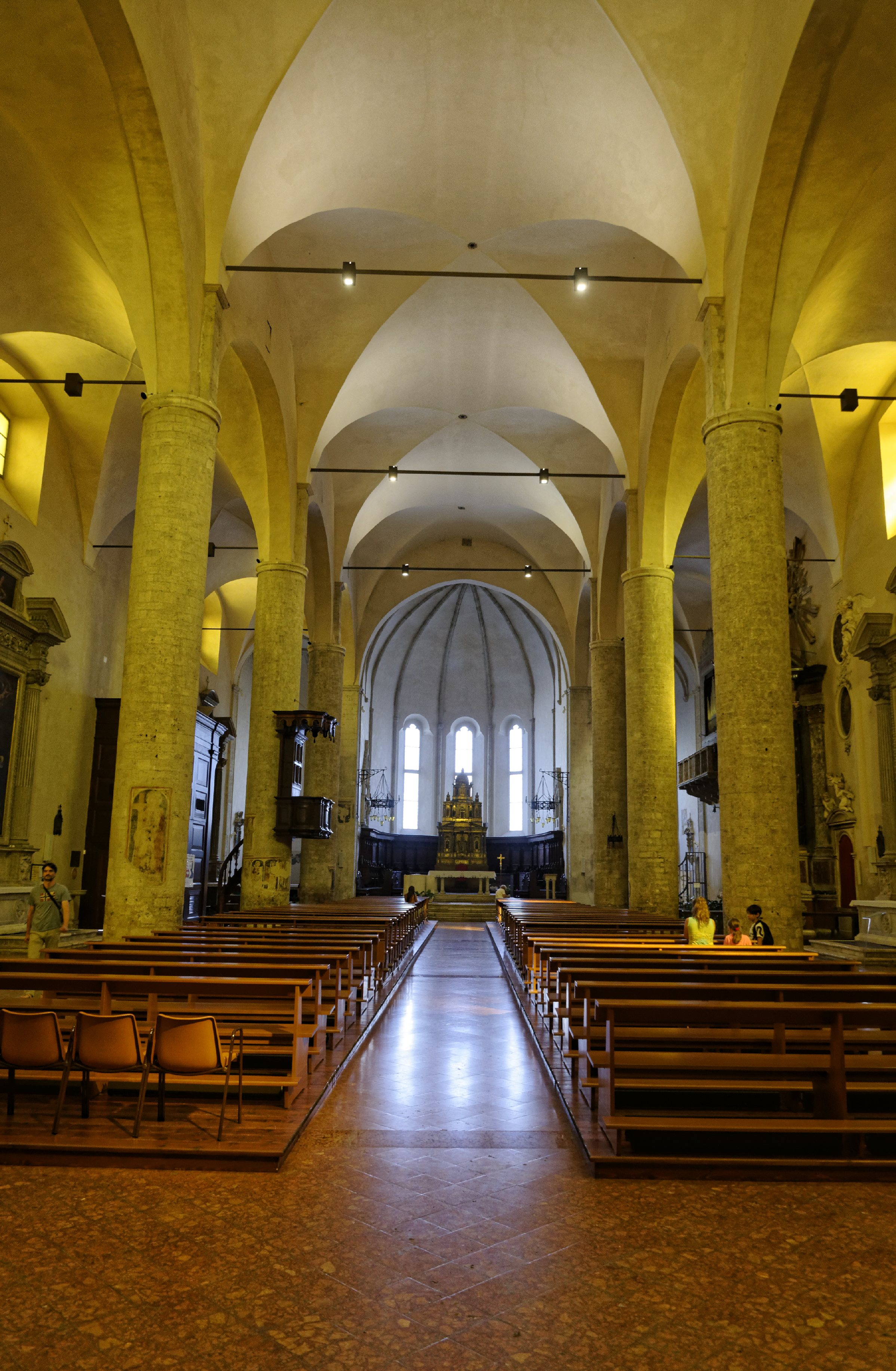
L'interno

Dalle monumentali dimensioni, 62 metri di lunghezza per una larghezza di 26 (misure che la rendono la più ampia chiesa ascolana), è caratterizzato da tre navate e cinque campate, sostenute da dieci snelli pilastri cilindrici, eretti nel corso del XVI secolo, in sostituzione dei pilastri poligonali trecenteschi. Nello stesso periodo furono costruite le volte in muratura, in sostituzione di quelle a travi di legno. La pianta si conclude a tre absidi poligonali caratterizzate, analogamente a quanto avviene nel san Francesco, da nervature culminanti alla sommità da un motivo a stella.
Lungo le pareti e sui pilastri cilindrici vi sono tracce di affreschi. Le decorazioni più significative sono da considerarsi quelli dell'abside sinistra, una Crocifissione ed un Noli me tangere, realizzati dal Maestro di Offida verso la metà del Trecento. Ad inizio Quattrocento si colloca invece la decorazione dell'abside centrale con una serie di Santi, di cui è riconoscibile soltanto un Sant'Antonio Abate, attribuita a Nicola di Ulisse da Siena.
L'apparato decorativo barocco, unico tra le chiese monumentali ad essere giunto sino ai giorni nostri, venne realizzato, su ordine di alcune delle famiglie nobili ascolane, a partire dalla seconda metà del XVII secolo, coprendo un arco temporale che giunge fino al primo quarto del Settecento. Pur non potendo sapere con certezza se gli interventi di età barocca siano giunti in maniera completa, è possibile ad esempio osservare, nella stessa chiesa, l'evoluzione degli altari nel Barocco ascolano, caratterizzata essenzialmente da due tipologie, qui entrambe proposte.
In sacrestia è anche una Madonna col Bambino e i Santi Michele Arcangelo, Pietro e Filippo, firmata da Simone e Giovan Francesco de Magistris e datata 1574, proveniente dalla Chiesa di San Pietro in Castello. Nella tela sono disarmonie ed incongruenze prospettiche di sapore quasi gotico insieme ad un'accesa espressività, tipiche soprattutto di Simone, come la tavolozza chiara, luminosa, caratterizzata da toni freddi ed acidi.

### Reliquia della Sacra Spina e spoglie del beato Costanzo da Fabriano
In una nicchia dell'abside destra c'è un monumentale reliquiario architettonico, realizzato dall'orafo Nicola da Campli nel primo quarto del Quattrocento e che servì a dare ulteriore dignità al preesistente reliquiario, costituito dall'angelo collocato entro l'edicola centrale, di scuola orafa parigina del XIII secolo, recante in mano una piccola tabella all'interno della quale è presente una reliquia tratta dalla Sacra Corona di Spine, posta sul capo di Cristo durante la sua Passione. L'origine della spina ascolana è da ricercarsi in uno scambio di reliquie tra Filippo IV di Francia detto "il Bello", nipote di Luigi IX, ed il suo confessore Padre Francesco de Sarlis, domenicano. Nel 1290 il re di Francia donò al confessore la spina, mentre il confessore donò al re una reliquia di San Domenico (un dente) che si trovava ad Ascoli.
Alla preziosa reliquia è collegata la Festa della Sacra Spina, che si tiene ogni anno la terza domenica di giugno, dopo essere stata ripristinata dall'allora parroco Don Emidio Fattori nella seconda metà degli anni Novanta del XX secolo.
Sull'altare dell'abside sinistra, vi si conservano le spoglie del beato Costanzo da Fabriano.